# Кастро Баррос (станция метро)
«Кастро Баррос» (исп. Castro Barros) — станция Линии A метрополитена Буэнос-Айреса. Станция расположена между станциями Лория и Рио-де-Жанейро.

## Местоположение
Станция расположена на проспекте Авенида Ривадавия в месте его пересечения с улицами Кастро Баррос и Авенида Медрано, в районе Альмагро.

## История
Эта станция принадлежит второй части линии, открытой 1 апреля 1914 года, объединившей станции Рио-де-Жанейро и Площадь Мая.
Первоначально называлась Медрано.
Станция получила имя в честь Педро Игнасио Кастро Барроса, политика, который представлял провинцию Ла-Риоха на Тукуманском конгрессе, который объявил независимость страны 9 июля 1816.

## Городские достопримечательности
- Кафе Фиалки
- Госпиталь Итальяно
- Колледж Mariano Moreno
- Колледж Nº 10 Хосе де Сан-Мартин
- Техническая школа Nº 29 Reconquista de Buenos Aires
- Escuela de Cerámica Nº 1 D.E. 2
- Общая начальная школа Коммуны Nº 16 José María Ramos Mejía
- Общая начальная школа Коммуны Nº 18 Antonio Bermejo|Dr. Antonio Bermejo
- Общая начальная школа Коммуны Nº 22 Martina Silva de Gurruchaga
- Centro de Salud y Acción Comunitaria (CeSAC) Nº 38
- Здание Федерации бокса Аргентины
- Instituto Sagrado Corazón
- Policlínico General Actis
- Fundación Huésped
- Biblioteca Argentina para Ciegos sede Lezica
- Centro Cultural Rojas
- Parroquia San Carlos

## Галерея

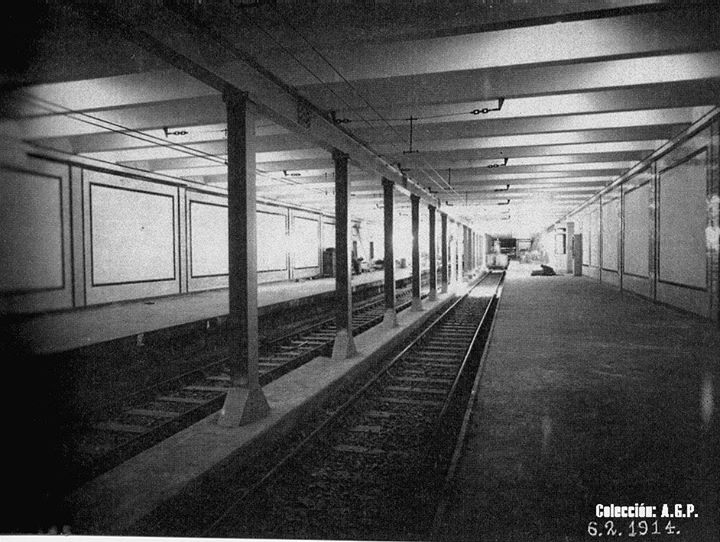
Строительство (1914)
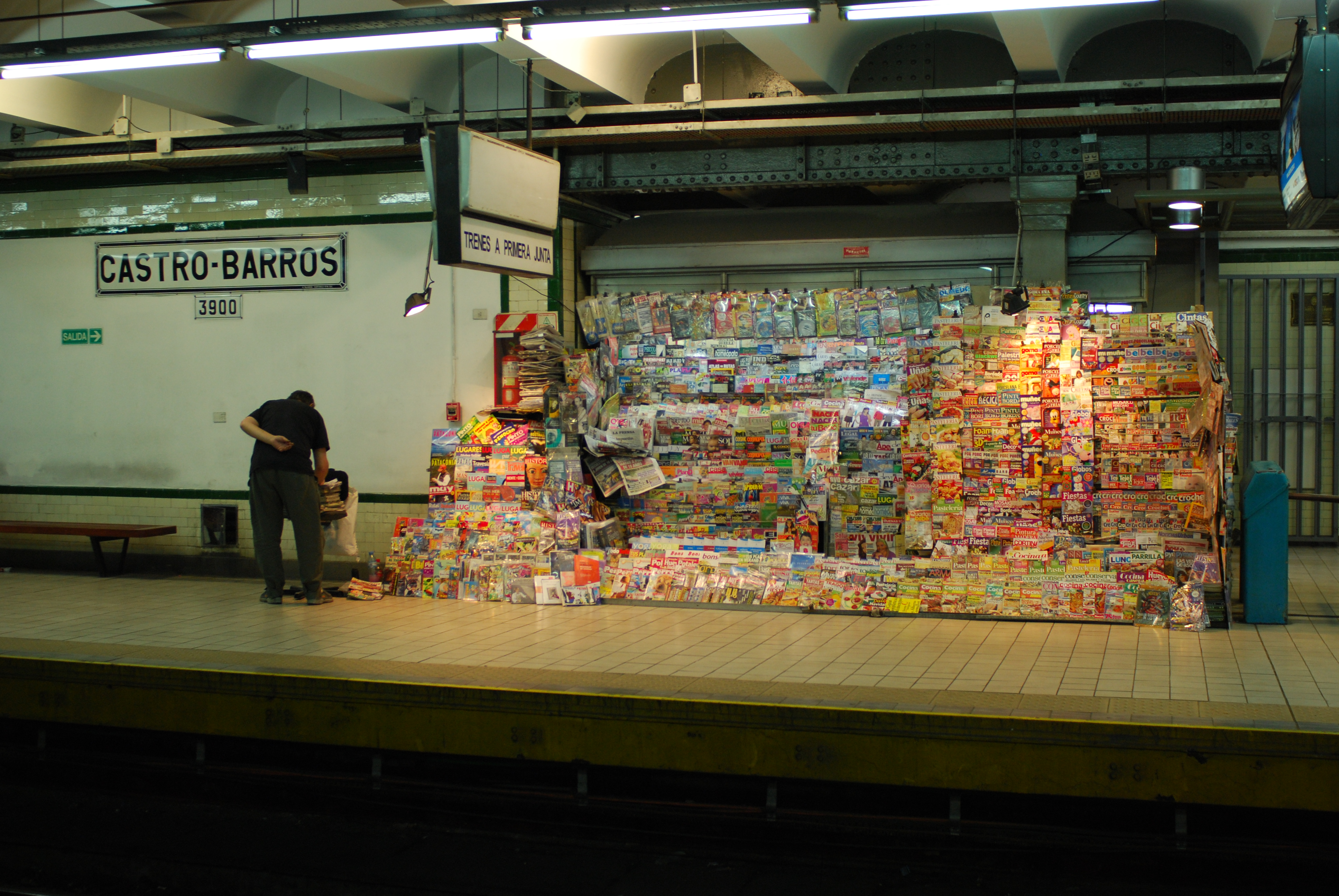
Лоток с прессой
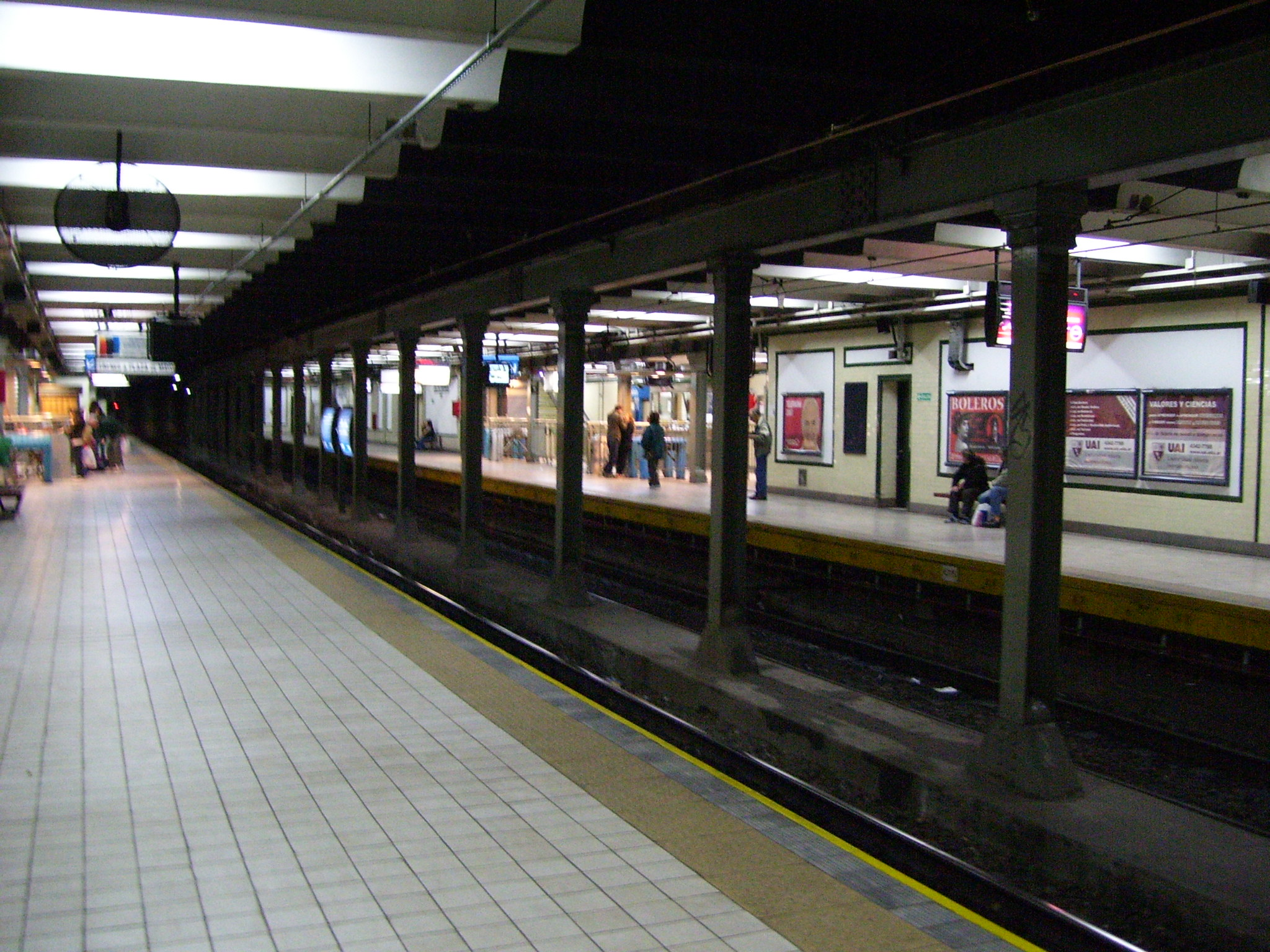
Вестибюль станции
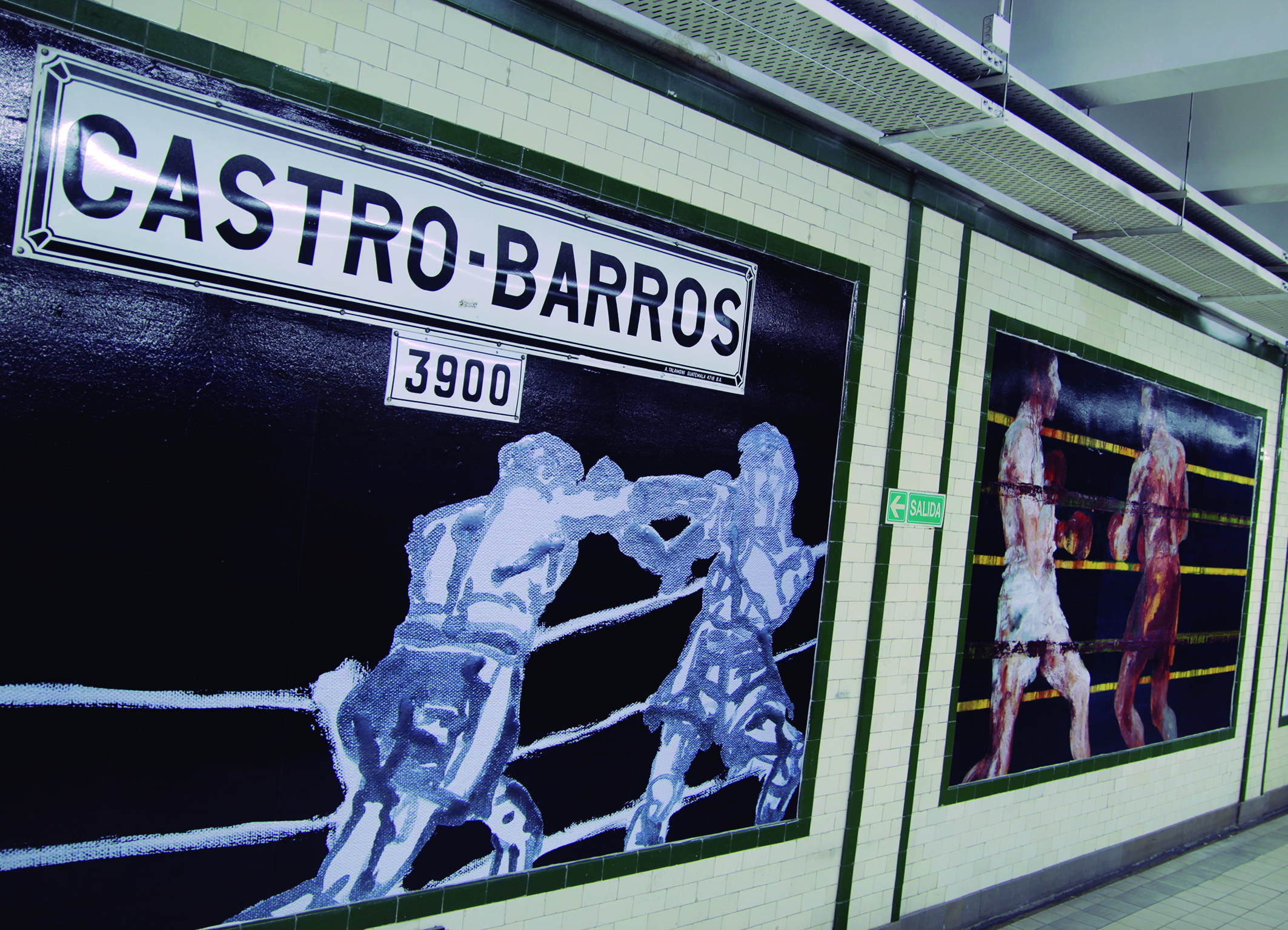
Название станции
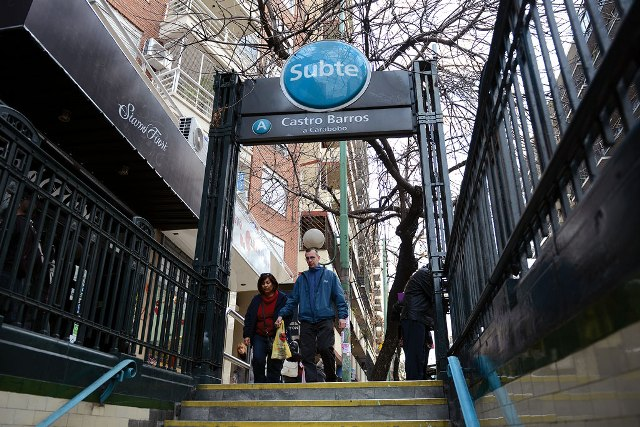
Вид с улицы